# منزل الشوزن

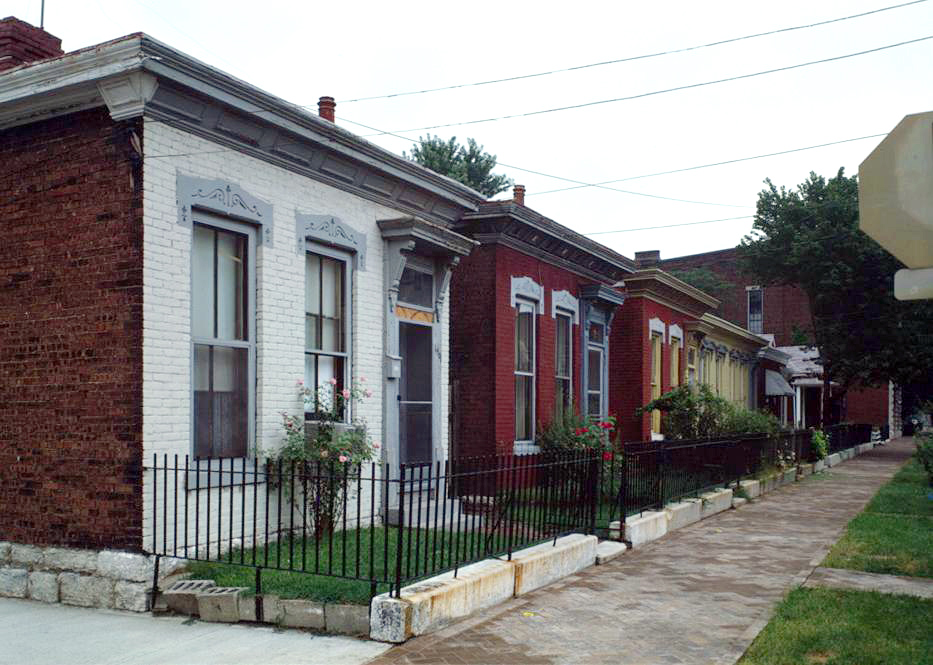
منازل الشوزن في لويزفيل في كنتاكي.

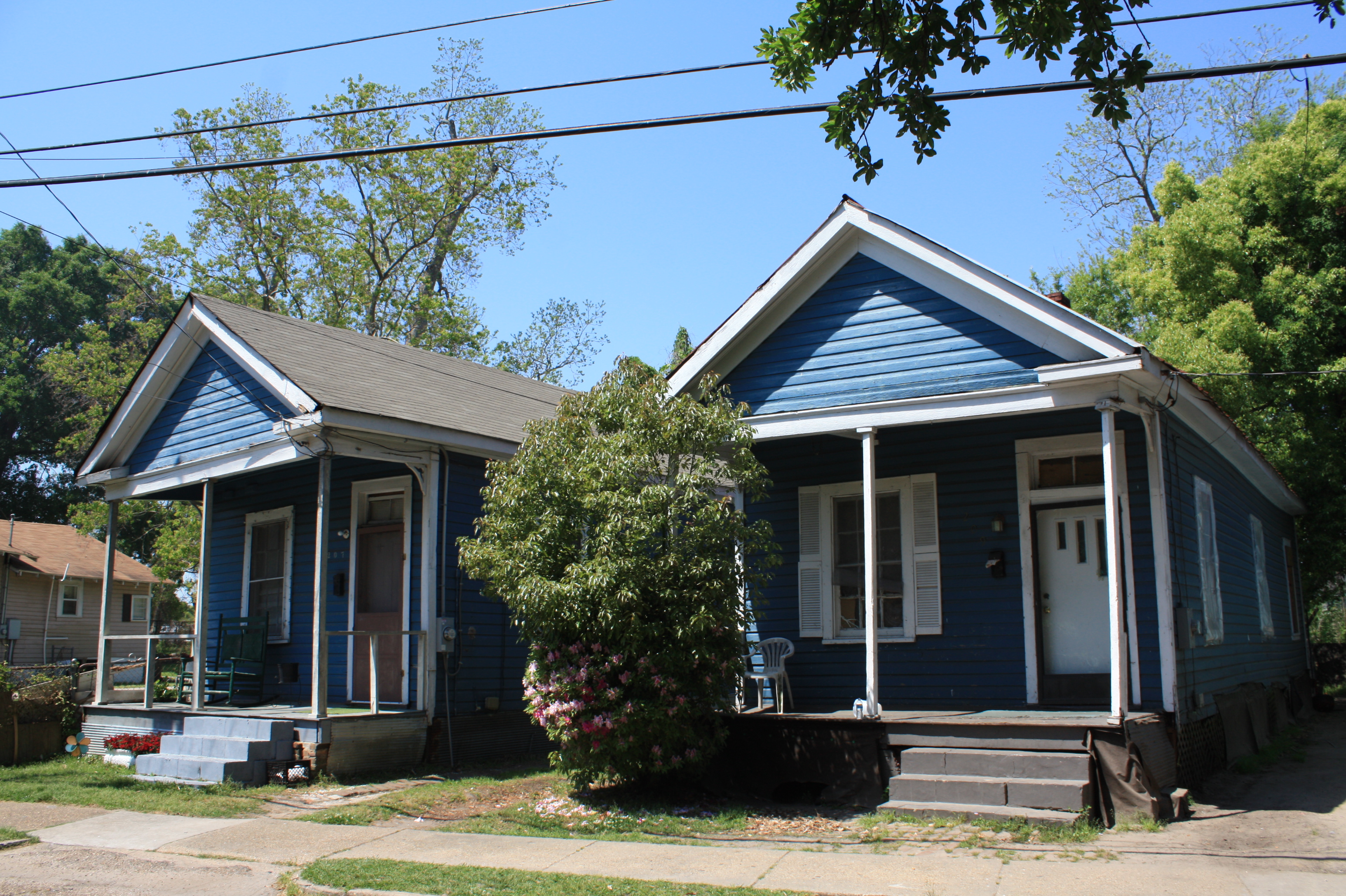
زوج من منازل الشوزن الفردية يعود تاريخها إلى عشرينيات القرن الماضي في منطقة كامبغراوند التاريخية في موبايل بألاباما.

منزل الشوزن هو مسكن محلي مستطيل الشكل وضيق، إذ لا يزيد عرضه عن 3.5 مترًا، مع غرف مرتبة واحدة خلف الأخرى وأبواب في كل نهاية من المنزل. كان هذا النمط الأكثر شيوعًا للمنزل في جنوب الولايات المتحدة الأمريكية منذ نهاية الحرب الأهلية الأمريكية (1861- 1865) وحتى عشرينيات القرن العشرين. من الأسماء البديلة كوخ الشوزن وكشك الشوزن وعرزال الشوزن، وسُمي في السكن متعدد المنازل بشقة الشوزن بتصميم مشابه لتصميم شقق السكك الحديدية.
تقترح النظرية القديمة أنه يمكن تتبع هذا الأسلوب من إفريقيا إلى التأثيرات الهايتية على تصميم المنازل في نيو أورلينز، ولكن يمكن العثور على المنازل على مسافة بعيدة مثل كي ويست ومدينة يبور في فلوريدا وتكساس حتى شمال شيكاغو، إلينوي. أصبح منزل الشوزن رمزًا للفقر في منتصف القرن العشرين، على الرغم من أنه كان شائعًا في البداية لدى الطبقة الوسطى مثلما شاع لدى الفقراء. أدى التجديد الحضري إلى تدمير العديد من منازل الشوزن، ومع ذلك، أدت جهود الحفظ التاريخية في المناطق التي تأثرت بالاستطباق إلى إعادة ترميم مثل هذه المنازل.
تسمح العديد من الأشكال المختلفة لمنازل الشوزن بميزات ومساحات إضافية، وحُدث العديد منها لاحتياجات الأجيال اللاحقة من المالكين. بُنيت أقدم منازل الشوزن دون السباكة الداخلية التي غالبًا ما أُضيفت في وقت لاحق ضمن الجزء الخلفي من المنزل (أحيانًا بصورة فجة). تتكون منازل الشوزن «المزدوجة» أو «مزدوجة البرميل» من منزلين يشتركان في جدار مركزي، مما يسمح بعدد أكبر من المنازل في المنطقة. تشمل منازل الشوزن ذات «ظهر الجمل» طابقًا ثانيًا في الجزء الخلفي من المنزل. يتغير مخطط الطابق الأرضي بالكامل في بعض الحالات، عند إعادة التصميم بسبب إنشاء الممرات.

## لمحة تاريخية

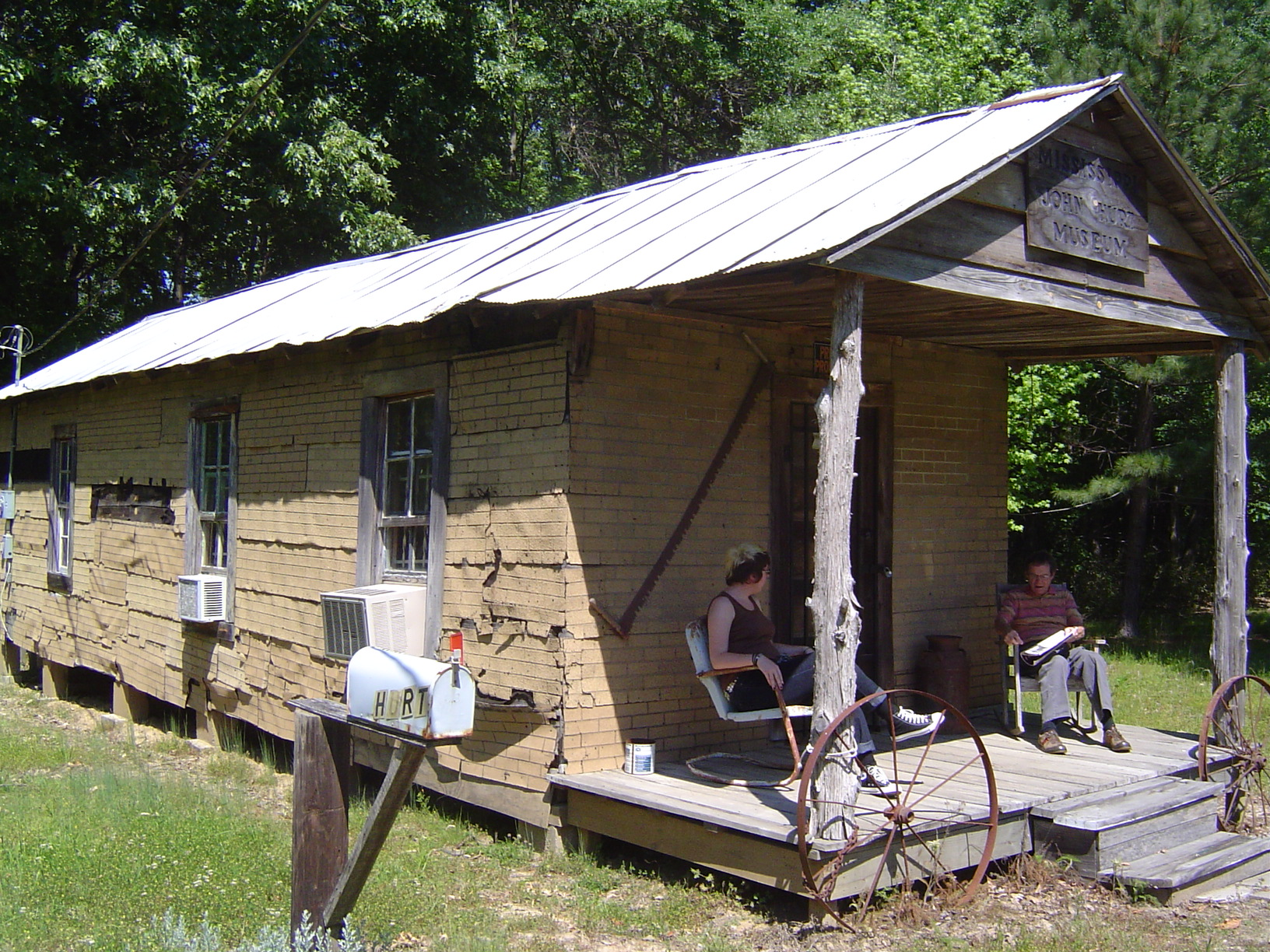
متحف ميسيسيبي جون هيرت، أفالون

يُعد أصل كل من المصلح والشكل المعماري وتطور منزل الشوزن أمرًا مثيرًا للجدل، وبشكل أكبر في أعقاب تضارب جهود الحفظ وإعادة التطوير منذ إعصار كاترينا.
اقترح صامويل ويلسون الابن، المؤرخ المعماري في نيو أورلينز، أن المنازل التي بُنيت على طراز الشوزن، نشأت في ضواحي كريول (فوبورج) في نيو أورلينز في أوائل القرن التاسع عشر. ذكر صامويل أيضًا أن مصطلح «شوزن» يشير إلى فكرة أنه إذا فُتحت جميع أبواب المنزل، وأطلق النار على المنزل من المدخل الأمامي بواسطة بندقية (شوزن)، سوف تسير الطلقة بشكل مستمر دوم معوقات إلى الطرف الآخر لتخرج من الخلف.
بدلًا من ذلك اقترح الفلكلوري والبروفيسور جون مايكل فلاك أن أصل هذه الأسلوب من البناء والاسم نفسه يعود إلى هايتي وإفريقيا خلال القرن الثامن عشر وما قبله. ادعى فلاك أن الاسم ربما يكون قد نشأ من مصطلح مملكة داهومي فون «إلى البندقية» وهو ما يعني «مكان التجمع». ربما يستخدم العبيد الهايتيون من أصل إفريقي في نيو أورلينز هذا الوصف، وربما قد أسيء فهمه وأُعيد تفسيره على أنه «شوزن». نقلًا عن فلاك، ادعى جيمس ديتز الدعم الأثري لأصل إفريقي في طرق الفراق، وهي مجتمع من عشرينيات القرن الثامن عشر مكون من العبيد السود المحررين في بليموث، ماساتشوستس، طُعن في تفسيره للشوزن من خلال أدلة محدودة للغاية - غرفتان «قد تتحدان أو لا» - على أنه «سابق لأوانه». ترتبط نظرية فلاك الكامنة وراء أصل إفريقي سابق بتاريخ نيو أورلينز. كان هناك 1355 من السود الأحرار في المدينة في عام 1803، وبحلول عام 1810، تجاوز عدد السود عدد البيض، إذ كانوا 10500 إلى 4500، وتسبب هذا في ازدهار الإسكان. أكد فلاك أنه من الطبيعي أن يبنوا بيوتهم الجديدة على غرار المنازل التي تركوها وراءهم في وطنهم، نظرًا لأن العديد من البنائين والساكنين كانوا أفارقة على طريقة هايتي. تشبه العديد من المساكن الهايتية في تلك الفترة، بما فيها نحو 15% من المساكن في بورت أو برانس، منازل الشوزن في نيو أورلينز.
انتشرت منازل الشوزن في نيو أورلينز، ووثق فريد نيفين في مسح أجراه على مستوى الولاية لأنواع منازل لويزيانا في ثلاثينيات القرن العشرين، أنه عُثر على أكبر عدد منها مبعثرًا من هناك بطريقة تدعم نظرية الانتشار. بُني هذا الأسلوب هناك بشكل مؤكد بحلول عام 1832، على الرغم من وجود أدلة على أن المنازل التي بيعت في ثلاثينيات القرن التاسع عشر، كانت قد بُنيت قبل 15 إلى 20 عامًا.
هناك نظرية أبسط مفادها أن هذه المنازل عبارة عن غرفة واحدة في الطابق الأرضي شائعة في الجنوب الريفي، جرى تدوير المخطط لاستيعابه ضمن مقاسم المدينة الضيقة. بُنيت هذه المنازل في جميع أنحاء المناطق الحضرية الحارة في الجنوب، إذ سمح الطول في هذا الأسلوب من البناء والأبواب التي تقع في كل طرف بمجرى هواء ممتاز، في الوقت الذي سمحت فيه الواجهة الضيقة بزيادة عدد المقاسم على طول الشارع. استُخدم هذا المنزل بشكل متكرر لدرجة أن بعض المدن الجنوبية تقدر أن 10% أو أكثر من وحداتها السكنية من منازل الشوزن.
استُخدم مصطلح «منازل الشوزن» أول مرة كما هو معروف في إعلان مبوب في أتلانتا جورنال كونستيتيوشنن، 30 أغسطس من عام 1903: «منزلين من 3 غرف بالقرب من ساحات السكك الحديدية في معبر شارع سيمبسون، إيجار 12 دولارًا شهريًا للمستأجرين الجيدين الذين يدفعون مقدمًا، السعر 1200 دولار بالتقسيط أو 100 دولار نقدًا، ما يعادل 15 دولارًا في الشهر، وهو مزيج من الاستثمار وبنك المدخرات، هذه ليست أكواخًا، بل منازل شوزن في حالة جيدة». قد يبدو أن هذا الإعلان يقدم منازل الشوزن كبديل سكني مرغوب فيه للطبقة العاملة، ولكن أشارت محكمة تينيسي بحلول عام 1929 إلى أنه لا يمكن تأجير منازل الشوزن لأي فئة أخرى سوى فئة المستأجرين الفقراء جدًا. بُني عدد قليل من منازل الشوزن بعد الكساد الكبير، وتراجعت المنازل الموجودة، ورُممت منازل الشوزن في بعض المناطق بحلول أواخر القرن العشرين، بغرض السكن ولاستخدامات أخرى.
بُنيت منازل الشوزن في البداية كممتلكات للإيجار، وهي تقع بالقرب من مراكز التصنيع أو محاور السكك الحديدية لتوفير السكن للعمال. بنى أصحاب المصانع هذه المنازل غالبًا لتأجيرها للموظفين مقابل بضعة دولارات شهريًا. مع ذلك، شُغلت منازل الشوزن في أواخر القرن العشرين من قبل مالكيها. فعلى سبيل المثال، كانت 85% من المنازل (كثير منها من منازل الشوزن) في الحي التاسع في نيو أورلينز، مأهولة بالسكان. كانت منازل الشوزن أكثر شيوعًا قبل أن تسمح ملكية السيارة على نطاق واسع للناس بالعيش بعيدًا عن أماكن الأعمال والوجهات الأخرى. كانت مقاسم المباني صغيرة، إذ بلغ عرضها 9 أمتار على الأكثر. أدى تدفق الناس المتطلعين إلى وظائف الصناعة الناشئة إلى المدن، سواء جاؤوا من المناطق الريفية في أمريكا أو من دول أجنبية، إلى ارتفاع الطلب على السكن في المدن. بُنيت منازل الشوزن لتلبية احتياجات المنازل الصيفية في المدن الشمالية الشرقية. بُني العديد منها في وقت واحد وعلى يد باني واحد، وهذا ما ساهم في ظهورها بالشكل الموحد.